# 林墨
林墨（リン・モー、2002年1月6日 - ）は、中華人民共和国の歌手、俳優。男性アイドルグループ・INTO1のメンバー。

## 来歴
2014年にTFエンターテインメントと契約し、練習生となるが、2016年に退社。2017年に上海原際画文化伝媒有限公司（原際画）と契約し、易安音楽社のメンバーとなる。
2021年にテンセントビデオのオーディション番組『創造営2021』に参加し、最終順位6位となり、INTO1のメンバーとしてデビュー。

## 出演
- 超少年密碼（2016年）[6]
- 和喵星人的21天（2016年）[7]
- 儂好易安（2019年）[8]
- 少年如歌（iQIYI、2019年）[9]
- 創造営2021（テンセントビデオ、2021年）